# Барласы
Барла́сы (монг. барулас, узб. barlos, каз. барлас, перс. بارلاس‎) — одно из монгольских племён, участвовавших в походах Чингисхана. Часть барласов, откочевавших в Среднюю Азию, тюркизировалась и приняла ислам; и стало использоваться название барлас-тюрки. Барласы в частности упоминаются в числе 92 узбекских племён.

## Происхождение

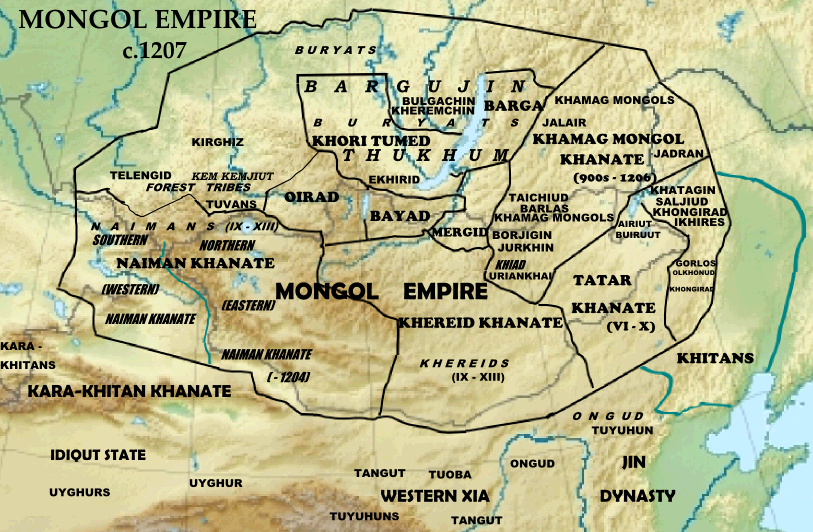
Монгольская империя около 1207 года

Баруласы представляют собой одно из средневековых монгольских племён, сыгравших немалую роль во времена Чингисхана, позже тюркизированных и исламизированных. Согласно В. В. Бартольду, баруласы Мавераннахра представляли собой отуреченное монгольское племя.
Барласы Мавераннахра упоминаются в составе группы тюрк, объединявшей четыре племени. Б. Х. Кармышева писала: «барласы были наиболее многочисленным и широко расселенным тюркским племенем».
А. Ю. Якубовский не сомневался в том, что барласы были монголами. В предисловии к первому изданию «Истории народов Узбекистана» А. Ю. Якубовский повторяет эту мысль. Однако в примечании редакции указывается, что монгольское происхождение барласов является спорным. Комментируя данное замечание Кармышева пишет: «Что послужило основанием для такого замечания, я не знаю, ибо до сих пор нет ни специальных исследований, ни более обоснованного высказывания, дающих основание оспаривать монгольское происхождение барласов». Кармышева отмечает, что А. Ю. Якубовский, вероятно, опирался прежде всего на Рашид ад-Дина, который неоднократно говорит о принадлежности баруласов к монголам.
По мнению А. Ю. Якубовского, барласы XV в. были потомками не только монголов, но и того тюркского населения, которое жило до прихода барласов в Кашкадарьинском районе.
Упоминания о племени барлас имеются в Сокровенном сказании («Тайной истории монголов») и в Алтан дэбтэр («Золотой книге»), выдержки из которой приводил Рашид ад-Дин.
Рашид ад-Дином племя барулас упоминаются среди племён, которые произошли от «настоящих монгольских народов», «коренных монголов», представляя собой ветвь нирунов. При этом среди народностей «которых в настоящее время называют монголами, однако в начале их название не было таковым, потому что это название появилось спустя некоторое время после них» упоминается племя тулас. При этом как указано в комментариях вместо тулас «В ркп. В — барлас». Данное примечание отсутствует в английском переводе У. М. Такстона и монгольском переводе «Сборника летописей» Ц. Сүрэнхорлоо.
Согласно сведениям из «Сокровенного сказания» и «Сборника летописей», род Барлас происходит от рода Борджигин, основанного Бодончаром. От Бодончара, родившегося, согласно монгольскому историку Х. Пэрлээ, в 970 году, ведётся фамильный свод «Алтан Уруг» (Золотого древа), давшего монголам и всему миру Чингисхана.
- Сыновьями Бодончара были Хабичи-баатур[22] и Бааридай.
- От Хабичи-баатура родился Мэнэн-Тудун (Дутум-Мэнэн).

У Мэнэн-Тудуна было семеро сыновей: Хачи-хулэг (Хачи-Кулюк), Хачин, Хачиу, Хачула, Хачиун, Харандай и Начин-баатур.
- Сыном Хачи-Кулюка был Хайду (У Рашид ад-Дина Хайду назван сыном Дутум-Мэнэна[23]) от которого произошел Чингисхан.
- Сын Хачиу — Барулатай, от него, а также сыновей Хачулы Еке-Барула и Учуган-Барула пошёл род Барулас.

СОКРОВЕННОЕ СКАЗАНИЕ. Глава «МОНГОЛЬСКИЙ ОБЫДЕННЫЙ ИЗБОРНИК». Раздел I. «РОДОСЛОВНАЯ И ДЕТСТВО ТЕМУЧЖИНА (ЧИНГИСА)». Абзац § 46.

 Сын Хачи-Кулюка, Хайду, по матери происходил от Намолуны. Хачинову же сыну дали имя Ноягидай. Из-за его крайнего чванства (noyansiy aburity) и род его стал прозываться Ноякин. Сына Хачиу звали Барулатай. Ростом он был велик и горазд до еды. Род его прозвали Барулас. Сыновья Хачулы также образовали род Барулас, и из-за жадности обоих братьев к еде пошли родовые прозвища Еке-Барула и Учуган-Барула, а отсюда пошли уже и родовые подразделения Баруласов: Эрдемту Барулас, Тодоен-Барулас и др. Дети Харандая стали родоначальниками племени Будаад-кашников, которое назвали так по той причине, что у них, наподобие перемешанной каши, не было ни старшего, ни главы. У Хачиуна был сын, по имени Адаркидай. Он стал родоначальником племени, прозванного Адаркин-сутяги из-за тех распрей, которые он заводил между братьями. Сыновья Начин-Баатура прозывались Уруудай и Мангутай. От них пошли племена Урууд и Мангуд. У Начин-Баатура от первой, старшей жены родились ещё Шичжуудай и Дохолодай.

## История

### Барласы в XIII в.
Этноним барлас известен со времен Чингисхана. Первоначально населяли территории современной Монголии. Монгольский источник XIII века упоминает некоторые родовые подразделения барласов: эрдемту барулас и тодоен-барулас.
Рашид ад-Дин пишет, что четырёхтысячное войско, которое выделил Чингисхан своему сыну Чагатаю, состояло, в частности, из барласов и что, как и джалаиры, они были первоначально монгольским племенем под названием барулос, что в переводе с монгольского означает «толстый, сильный». Оно также означало «полководец, предводитель, смелый воин» и было связано с воинской отвагой представителей племени».
Согласно «Сокровенному сказанию монголов», братья Хубилай и Худус, происходившие из барласов, присоединились к Тэмуджину после его решения основать собственный улус отдельно от своего побратима Джамухи. Хубилай наряду с Джэлмэ, Джэбэ и Субэдэем входил в число так называемых «четырёх псов» Чингисхана. За свои военные заслуги на всемонгольском курултае 1206 года Хубилай и Худус вошли в число девяноста пяти человек, пожалованных в нойоны-тысячники Чингисханом.

### Барласы в XIV—XV вв.

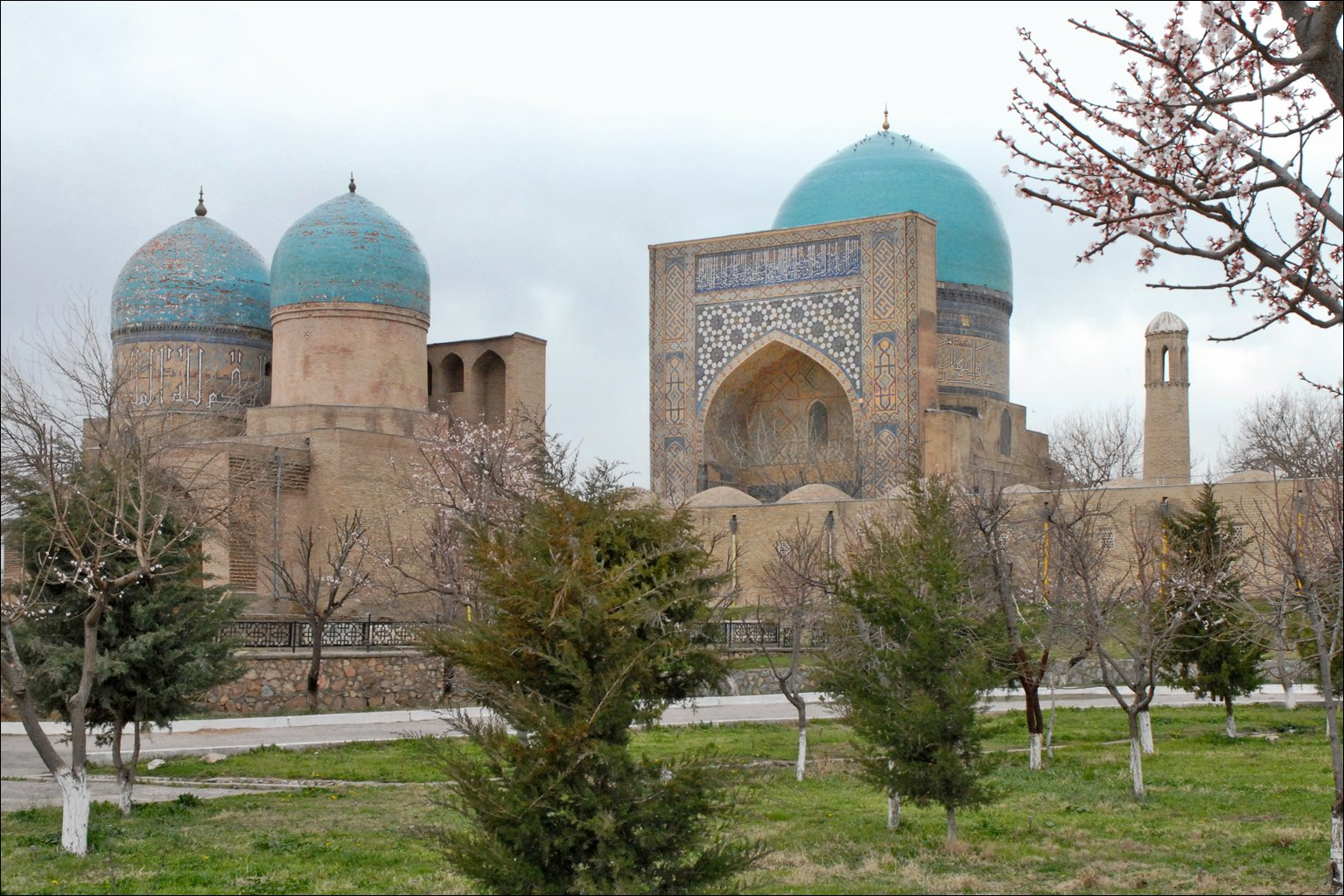
Мавзолей в Шахрисабзе, где похоронен отец Тимура и его суфийский наставник Шамсад-дин Кулял.

Узбекский историк Абулгази (1603—1664), основываясь на народной этимологии, утверждал, что слово барлас означало «воевода, военачальник».
По мнению доктора исторических наук, этнографа Б. Х. Кармышевой, барласы были наиболее многочисленным и широко расселённым племенем в составе группы тюрк, объединявшей четыре племени. Барласы пользовались особыми привилегиями со времён Тимура. Барласы Кашкадарьи — одно из племён, вошедших в состав узбеков.
В большинстве источников барласов интерпретируют как племя, тюркизированное во второй половине XIII века и, к XIV веку, уже полностью говорившее на тюркском чагатайском языке (называемом также староузбекским и староуйгурским). Барласы, осевшие на территории Мавераннахра, приняли ислам. Часть из них переселилась в оазисы Средней Азии после 1266 года. В основном они разместились на территории Кеша (современный Шахрисабзский район Узбекистана).
По мнению Б. Х. Кармышевой, названия барласских родов Мавераннахра «относительно недавнего происхождения и не связаны с известными тюрко-монгольскими этнонимами древности и средневековья. Это является одним из доказательств того, что барласы вобрали в себя так много исконного населения, как таджиков, так и тюрков, что могут считаться коренными жителями Мавераннахра».

### Барласы при Тимуридах

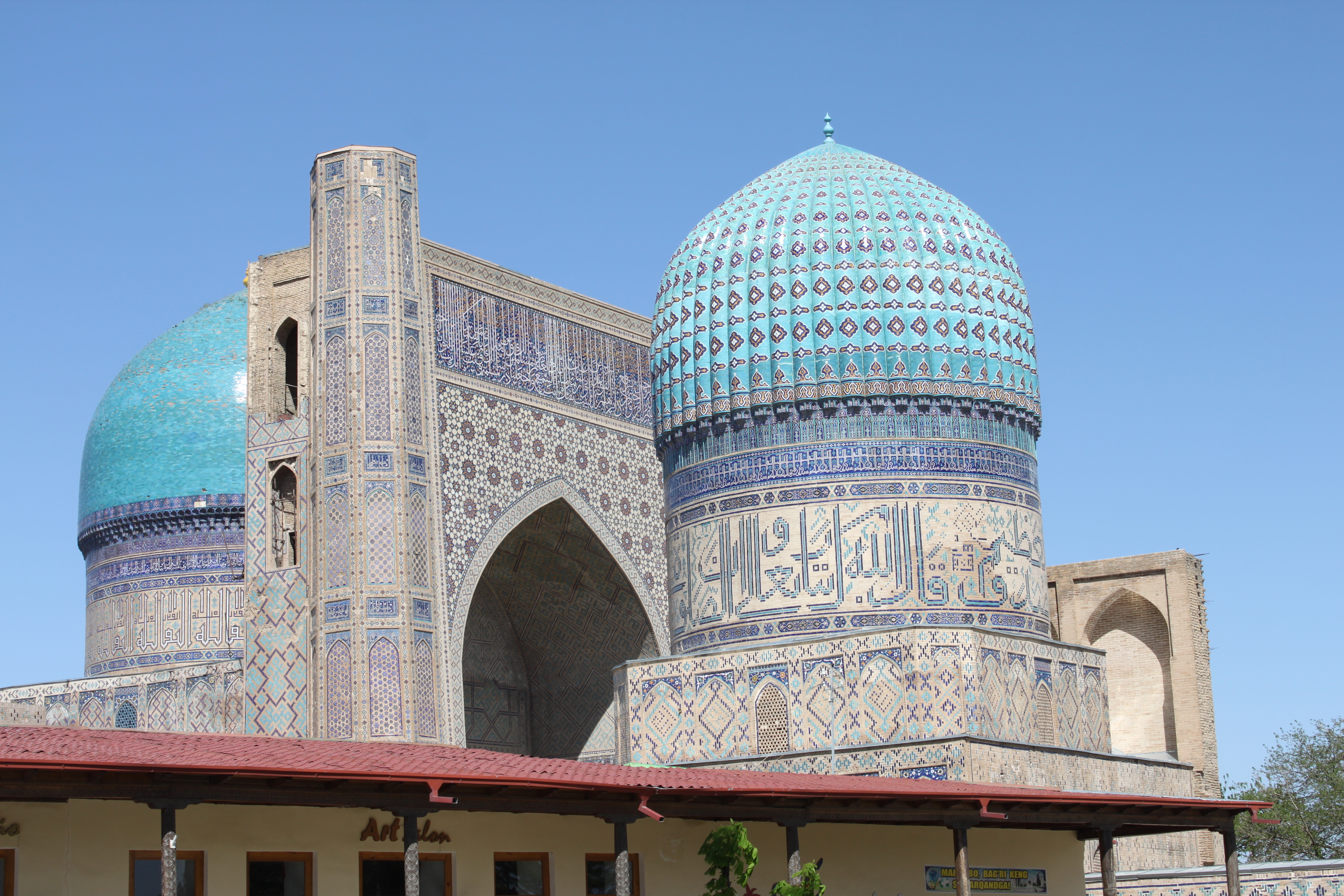
Соборная мечеть Тимура Биби-ханым, Самарканд, 1404 год

Тюркизированные барласы или барлас-тюрки достигли вершины могущества при правлении Тамерлана (1370—1405) и Тимуридов (1405—1507) в Мавераннахре и Хорасане. Сам Тимур был из рода барласов и при своих походах опирался на барласских военачальников, хотя в его войске были представлены различные рода и племена.
Барласы поселились в Кашкадарьинском оазисе во второй половине XIII в. и приняли ислам. По приказу Тимура для его соборной мечети в Самарканде мастером Умар Акта был изготовлен гигантский список священного Корана размером 222Х155 см. Только две категории населения: потомки Тимура и потомки пророка Мухаммада — сайиды пользовались неприкосновенностью жизни в государстве Тимура. Главным же духовным наставником Тимура был потомок пророка Мухаммеда, шейх Мир Саид Барака. Позже Мир Сайид Барака скончался и его останки были захоронены в мавзолее Гур Эмир, где у его ног был похоронен и сам Тимур. Другим наставником Тимура был сын суфийского шейха Бурхан ад-дина Сагарджи Абу Саид. Тимур приказал построить мавзолей Рухабад над их могилами.
Юридические документы государства Тимура, были составлены на двух языках: персидском и тюркском. Так, например, документ от 1378 года, дающий привилегии потомкам Абу Муслима, жившим в Хорезме, был составлен на чагатайском тюркском языке. При походе против Тохтамыша в 1391 году Тимур приказал выбить у горы Алтын шокы надпись на чагатайском языке восемь строчек и три строчки на арабском языке, содержащих коранический текст. В оригинале, в частности было написано: «…Туроннинг султони Темурбек уч юз минг черик бирла ислом учун Туктамиш хон булгар хонига юриди…». В истории эта надпись известна под названием Карсакпайская надпись Тимура. В настоящее время камень с надписью Тимура хранится и экспонируется в Эрмитаже в Санкт-Петербурге.
Дети Тимура использовали в официальной документации персидский и тюркские языки. Так, например, в 1398 году сын Тимура Мираншах приказал составить официальный документ на тюркском языке уйгурским шрифтом.
Чагатайский язык был родным и коренным языком семьи Тимуридов.
На нефритовой чаше внука Тимура Улугбека (с ручкой в виде надкусывающего край льва) выгравирована надпись на тюркском языке (Карами Хакка нихоят йукдур), что означает «Щедрость Бога бесконечна». Персидский историк Мирхонд передаёт подробный рассказ со слов провожавшего Улугбека хаджи Мухаммед-Хисрау. В частности, он сообщает «…Улугбек посмотрел на огонь и сказал по-тюркски: Сен хам бильдин («ты тоже узнал»)...».
Многие Тимуриды писали стихи, в основном на родном тюркском, а также на персидском языках. В числе известных Тимуридов-поэтов можно назвать: Мирзо Улугбека, Султан Хусейна Байкару, Бабура.

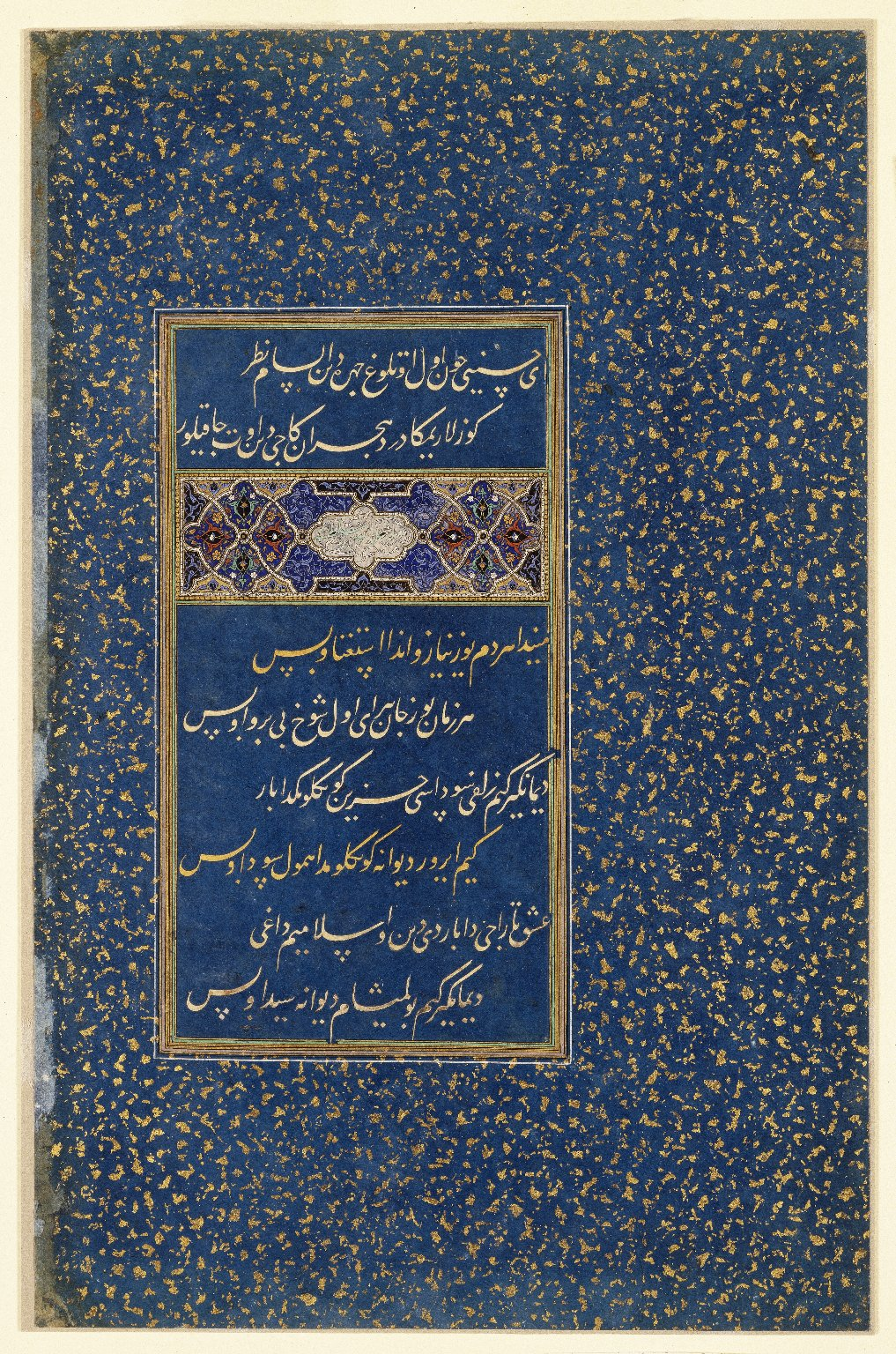
Фолиант поэзии с «Дивана» тимурида Султана Хусейна Байкары, около 1490 года, Бруклинский музей

Мемуары потомка Тимура — Бабура «написаны на той разновидности турецкого языка, которая известна под названием тюркского языка, являющегося родным языком Бабура», — писал английский востоковед Е. Дениссон Росс. Одним из известных газелей Бабура является стихотворение «Доброта» — «Яхшилиг», в котором он пишет о том, что надо делать добро народу-элю (Бори элға яхшилик қилғилки, мундин яхши йўқ Ким, дегайлар даҳр аро қолди фалондин яхшилик).
При покровительстве Тамерлана барласы стали распространяться и на другие регионы. Известно, что и после смерти Тамерлана барласы занимали почетное положение в государствах Тимуридов. В начале XVI века, часть барласов вместе с Бабуром, после разгрома его войск Шейбани-ханом, отправилась в Афганистан.

### Барласы Мавераннахра после Тимуридов
В XVI в. барласы жили на левом и правом берегах Амударьи. К этому времени это племя разрослось за счет присоединения к нему других племен, поскольку вступать в союз с ним считалось престижным. Но в дальнейшем, после установления власти Шейбанидов, барласы утратили свои позиции. Во времена Бухарского ханства часть барласов продолжала вести полукочевой образ жизни и заниматься животноводством, сохраняя свое название и традиционное внутреннее единство. Это проявлялось в заключении браков преимущественно между членами племени, а также в обладании особым красноречием, служившим своеобразной «визитной карточкой» членов племени барлас.
Барласы Шахрисабза, который находится рядом с Самаркандской областью, наоборот, считают, что их предки долгое время жили в Гиссаре, после чего вернулись в свои родные места — в Кашкадарьинский оазис. Среди жителей села Юкори Тарагай (Кашкадарья) бытует легенда, что в прошлом они покинули эти места и отправились в Гиссар, откуда вернулись лишь в начале XIX в. По другим источникам, что в середине XVIII в. мангыт Мухаммад Рахим переселил около 20 тыс. семей барласов на территории Самарканда и Шахрисабза.
Барласы в основной своей массе тюркизировались и ассимилировались в составе узбекского этноса, являясь его этнографической группой. Барласы указаны в списке 92 узбекских племён, составленных в Мавераннахре еще в XVI веке, например, в списке из рукописи 4330.3 из собрания Института востоковедения Узбекистана.

## Потомки

### Барласы Монголии в монгольских изданиях
В составе монголов на территории Внутренней Монголии проживают представители рода барлас (барулас, ехэ барулас). Носители родовых фамилий Барулас, Барлас известны и в самой Монголии. Об их этнографии данные не приводятся.

### Барласы-узбеки Средней Азии
Барласы на территории Средней Азии входят в состав узбеков.
Узбеки-барласы имели высокий статус. О барласах говорили «мардикорга бормас» (т. е. не пойдет работать подёнщиком). Старый узбек-барлас Батыр-баба из кишлака Орта Корук Сариасийского района рассказывал, что никто не мог гнать барласов на мардикарство, а сами барласы участие в этих работах считали для себя постыдным.
Узбеки-барласы говорили: Хон тогаи баллос (Ханский дядя барлас), Мардикорга бормас (Не ходит на мардикорство), Бури йемас ([Его] не ест волк), Закот бермас (Не уплачивает [он] закет).
Генеалогия одного из узбекских родов барласов, живших в Регаре насчитывала имена предков 16 поколений. В родословной перечислены имена следующих шестнадцати предков информатора, записанные в середине XX века (по восходящей линии):
Мингбай (отец информатора) ← Махмадали (дед информатора) ← Бегмат ← Козыбек ← Ташмаматбай ← Ниязбек ← Махматталиббай ← Талиббачча (старший из шести братьев, родоначальник одноименного рода) ← Махманазир ← Суфи-Мирджан ← Суфи-Нурджан ← Мир-Ахмат ← Мир-Сайид-Мухаммад ← Мир-Сайид-Камал ← Мир-Сайид-Джамал ← Мир-Амир-Карачар (дядя Тимура по матери).

#### Язык
Диалект барласов относится к карлукско-чигильскому диалекту узбекского языка и по многим своим признакам стоит близко к городским говорам узбекского языка. Диалект барласов относится к промежуточному между карлукско-чигильским и кипчакским, то есть как отдельный тип наречия узбекского языка.

#### Численность и расселение
К началу XX века в Мавераннахре их оставалось немного, многие были ассимилированы или переселились в Афганистан, Пакистан и Северную Индию. В 1920 году барласы были зафиксированы почти исключительно в горных районах Самаркандской области и Шахрисабзском оазисе. Барласы также жили в Гиссарской долине. Они делились на следующие рода: талиббачча, козыбачча, полатбачча, ахсакбачча, неъматбачча, шашбачча, ката кальхопизи, майда кальхопизи, джатта.
В переписи 1920 года основная часть барласов Самаркандской области была зафиксирована в Каратепинской, Магиано-фарабской, и Пенджикентской волостей в количестве 3002 человек. По данным районирования 1924 года, в бывшем Хисарском бекстве жил 7501 узбек-барлас и в бывшем Денауском бекстве жило 468 узбек-барласов. По данным районирования 1926 г., в Верхней Кашкадарье было зарегистрировано 710 барласов, и они проживали в селах Саёт, Хасан-тепа, Оммагон, Тошкалок, Аёкчи, Хонака, Тарагай. В этих селах жили такие племена, как толиббачча, казибачча, неъматбачча.
В южных районах Узбекистана живут два рода барласов — олтибачча и кальхофизи. Олтибачча, по легендам, произошли от шести братьев. Различают также такие рода и колена, как казибачча, пулатбачча, ахсакбачча, неъматбачча. Довольно значительная группа барласов — потомков переселенцев из бассейна Кашкадарьи, образовала в первой половине XIX в. к востоку от Пенджикента компактную группу селений с центром в Суджине. К югу от этого селения, в Магиане они образовали с. Чорбог, а к северу, в Афтобруе, с. Юкари-кишлак (Турки дач).
В настоящее время в Самаркандской, Кашкадарьинской областях сохранились племенное название тюрк-барлас, но в других регионах Узбекистана название барлос встречается только в форме этнотопонима, например село Барлас Сариасийского района Сурхандарьинской области.
По данным переписи населения Таджикистана 2010 года, численность барлосов в стране составила 5271 человек.

### Сунаки и барласы
По сведениям Ж. О. Артыкбаева, казахский род сунак, проживавший в районе городов Туркестан и Кызылорда, возводит свою генеалогию к известному племени дурмен-барлас. Эта группа была известна своей религиозно-знахарской деятельностью. Сами сунаки себя не относят к барласам, а к ходжам. Это казахский род, не входящий в состав жузов. Сунаки ведут свой род от Хисамеддина (Сунак-ата), который в свою очередь является потомком халифа Абу Бакра ас-Сиддика.

### Барласы в составе хазарейцев
Представители барласов участвовали в формировании народа хазарейцев.

## Гаплогруппа
Согласно Б. Х. Кармышевой, названия родов тюрков-барласов не связаны с тюрко-монгольскими этнонимами, известными в древний и средневековый периоды. По мнению доктора исторических наук, одного из крупнейших антропологов России Г. К. Ходжайовой, современные барласы содержат в себе многие компоненты автохтонного населения и считаются коренными жителями Мавераннахра.
Другого мнения придерживаются казахстанские учёные, политологи-примордиалисты Ж. М. Сабитов и Н. Б. Баймуханов, которые провели анализ Y-STR гаплотипов моголов и барласов из открытой базы данных Family Tree DNA. Обычно под моголами подразумевают малый этнос в Афганистане, а также потомков мусульманских завоевателей, вторгшихся в XVI веке вместе с Бабуром в Индию. Из 20 представителей моголов большая часть относится ко второй категории. Еще 2 человека (оба относятся к гаплогруппе R1a) соотносят себя с племенем тархан, которое также в XVI веке мигрировало в Индию из Средней Азии:
- C2 — 13 образцов;
- J1 — 1 образец;
- O — 1 образец;
- R1a — 4 образца;
- R1b1a1 — 1 образец.

У 25 представителей рода барлас встречаются следующие гаплогруппы:
- С2 — 10 образцов;
- J2 — 3 образца;
- L — 2 образца;
- О — 1 образец;
- R1a — 7 образцов;
- R1b1a2 — 1 образец.

Барласы (потомки Великих Моголов) относятся к гаплогруппе С2-F4002 (старкластер). С2-F4002 был изначальным субкладом барласов, так как данный субклад встречается у других нирунских родов, имеющих происхождение с территории Монголии.